# Uchishiba Masato
Uchishiba Masato (chữ Nhật: 内柴 正人; sinh ngày 17 tháng 6 năm 1978 tại Kōshi, Kumamoto, Nhật Bản) là một vận động viên Judo người Nhật Bản và là Nhà vô địch Thế vận hội ở môn này.

## Thành tích
Uchishiba Masato từng 2 lần giành Huy chương vàng tại Thế vận hội trong đó giành 01 huy chương vàng tại hạng cân 66 kg dành cho nam tại Thế vận hội năm 2004 tại Athen và huy chương vàng tại Thế vận hội năm 2008 tại Bắc Kinh, Trung Quốc. Uchishiba từng được tôn vinh là anh hùng của Nhật Bản khi anh trở thành vận động viên đầu tiên của quốc gia này giành huy chương vàng Thế vận hội tại Bắc kinh 2008.

## Tai tiếng
Vào năm 2011, anh bị cáo buộc tấn công tình dục một cô gái đang tuổi dậy thì, vốn là một thành viên trong đội nhu đạo trường học, tức học trò của anh (Danh tính của nạn nhân được giữ kín vì bản chất nhạy cảm của vụ việc và tuổi chính xác của nạn nhân cũng không được công bố).
Theo các công tố viên thì Uchishiba đã tấn công nạn nhân trong phòng khách sạn sau khi cô này ngủ gật tại quán karaoke do uống rượu bia quá say. Khi tỉnh dậy thì nạn nhân vô cùng bàng hoàng, cô thét lên rằng: Ông làm gì vậy, dừng lại ngay. Nhưng Uchishiba đã điểu chỉnh tăng âm lượng tivi trong phòng và bịt miệng nạn nhân để giở trò đồi bại.
Sau khi bị cáo cuộc Uchishiba bị sa thải khỏi Đại học Điều dưỡng và phúc lợi xã hội Kyushu - nơi anh chịu trách nhiệm huấn luyện nhu đạo cho đội tuyển nữ từ tháng 4 năm 2010.

### Bác bỏ
Ngày 12 tháng 9 năm 2012, trước tòa án ở Tokyo anh đã phủ nhận cáo buộc tấn công tình dục học trò của mình, Uchishiba chỉ thừa nhận đã quan hệ tình dục với nạn nhân nhưng phủ nhận cáo buộc anh cưỡng hiếp cô. Anh khẳng định rằng vào tháng 9 năm 2011, cô gái được coi là nạn nhân của vụ việc này thực ra đã tự nguyện trao thân cho thầy sau bữa tiệc cắm trại ở Tokyo.